# 2012 год в литературе

## События

### Мероприятия
- 20 марта — Объявлен список финалистов («шорт-лист») международного литературного конкурса «Русская Премия»[1].
- 24 апреля — Объявление и торжественная церемония награждения лауреатов международного литературного конкурса «Русская Премия» (в Москве)[1].
- 19 мая — Книжная ярмарка-фестиваль «Зелёная лампа» (читальный зал Политехнической библиотеки, Москва)[2][3].
- 8—10 июня — Первая книжная ярмарка в Воронеже в рамках 2-го Международного Платоновского фестиваля.
- 9—12 июня — 7 Московская международная книжная выставка-ярмарка.
- 20—21 июня — Вторая Пермская книжная ярмарка[4].
- 5—10 сентября — 25 Московская международная книжная выставка-ярмарка (ВВЦ).
- 7 сентября — в рамках проходящей 25 ММКВЯ объявлены победители Книжной премии Рунета 2012[5].
- 12—16 сентября — XIX Форум издателей во Львове.
- 4—7 октября — II Международный фестиваль «Книжный арсенал 2012» (Киев).
- 25—28 октября — V Екатеринбургский книжный фестиваль на территории Свердловской областной научной библиотеки им. В. Г. Белинского[6].
- 31 октября—4 ноября — VI Красноярская ярмарка книжной культуры(КрЯКК)[7].
- 28 ноября—2 декабря — Международная ярмарка интеллектуальной литературы «Non/fiction № 14».

## Премии

### Международные
- Нобелевская премия по литературе — китайский поэт Мо Янь, «за умопомрачительный реализм, который объединяет народные сказки с современностью»[8].
- Дублинская литературная премия — Джон Макгрегор, «Even the Dogs».
- Премия Виленицы — Давид Албахари.
- Премия Агаты — Луиза Пенни, «Эта прекрасная тайна» (англ. The Beautiful Mystery).
- Премия Франца Кафки — Даниэла Годрова.
- Нейштадтская литературная премия — Рохинтон Мистри[9].
- Премия мира немецких книготорговцев — Ляо Иу.
- АБС-премия:
  - номинация «Художественная проза» — Наум Ним, роман «Господи, сделай так…»
  - номинация «Критика и публицистика» — Сергей Переслегин, «Опасная бритва Оккама».
- Премия «Хьюго» за лучший роман — Джо Уолтон, «Среди других» (англ. Among Others)[10].
- Премия «Хьюго» за лучшую повесть — Кидж Джонсон, «Человек, который преодолел туман» (англ. The Man Who Bridged the Mist)[10].
- Премия «Хьюго» за лучшую короткую повесть — Чарли Джейн Андерс, «Шесть месяцев, три дня» (англ. Six Months, Three Days)[10].
- Премия «Хьюго» за лучший рассказ — Кен Лю, «Бумажный зверинец» (англ. The Paper Menagerie)[10].
- Премия имени О. Генри «Дары волхвов» — не присуждалась.
- Международная детская литературная премия имени В. П. Крапивина:
  - Первое место — Павел Калмыков (Петропавловск-Камчатский), за книгу «Клад и другие полезные ископаемые»[11];
  - Второе место — Наталья Евдокимова (Санкт-Петербург), за произведение «Конец света»;
  - Третье место — Наиль Измайлов (Москва), за произведение «Убыр»;
  - Четвёртое место — Эдуард Веркин (Воркута, роман «Облачный полк») и Анна Игнатова (Санкт-Петербург, произведение «Верю — не верю»)[12].

### Австрия
- Австрийская государственная премия по европейской литературе — Патрик Модиано[13].
- Премия Эриха Фрида — Нико Блёйтге.

### Великобритания
- Букеровская премия — Хилари Мантел, «Введите обвиняемых» (англ. Bring Up the Bodies)[14].
- Женская премия за художественную литературу — Мадлен Миллер, «Песнь Ахилла» (англ. The Song of Achilles)[15].

### Германия
- Премия Георга Бюхнера — писательница Фелицитас Хоппе.
- Бременская литературная премия — Марлен Штрерувиц, «Die Schmerzmacherin».

### Израиль
- Премия Израиля — Натан Шахам.
- Литературная премия имени Бялика — Датья Бен-Дор, Шарон Ас, Дан Бенья Сари.
- Иерусалимская премия — не присуждалась.

### Испания
- Премия Сервантеса — Хосе Мануэль Кабальеро Бональд.
- Премия принцессы Астурийской — Филип Рот[16].

### Норвегия
- Премия Ибсена —  Фредрик Браттберг, «Tilbakekomstene».

### Россия
- «Национальный бестселлер» — Александр Терехов за роман «Немцы»[17].
- Премия Александра Солженицына — писатель Олег Павлов, «за исповедальную прозу, проникнутую поэтической силой и состраданием; за художественные и философские поиски смысла существования человека в пограничных обстоятельствах»[18].
- «Русский Букер» — Андрей Дмитриев, роман «Крестьянин и тинейджер»[19].
- Премия имени П. П. Бажова:

1. Эдуард Веркин, роман «Облачный полк»;
2. Алексей Мосин — за создание исторического исследования «Род Демидовых»;
3. Станислав Набойченко — за трёхтомник «Тридцать пять лет с УПИ: из воспоминаний ректора»;
4. Екатерина Полянская — за книгу стихотворений «Воин в поле одинокий»;
5. Игорь Сахновский — за книгу рассказов «Острое чувство субботы: восемь историй от первого лица».

- Независимая литературная премия «Дебют»:
- номинация «Крупная проза» — Илья Панкратов, повесть «Слонодёмия»;
- номинация «Малая проза» — Евгений Бабушкин, цикл рассказов «Зимняя сказка»;
- номинация «Поэзия» — Алексей Порвин за подборку стихотворений;
- номинация «Драматургия» — Ксения Степанычева за пьесу «Похищение»;
- номинация «Эссеистика» — Елена Погорелая за подборку критических статей;
- номинация «Фантастика» — Дмитрий Колодан за повесть и цикл рассказов «Время Бармаглота».
- Национальная литературная премия «Большая книга»:
- Первая премия — Евгений Водолазкин за роман «Лавр».
- Вторая премия — Сергей Беляков за книгу «Гумилёв, сын Гумилёва».
- Третья премия — Юрий Буйда за роман «Вор, шпион и убийца».
- Премия «За вклад в литературу» — Евгений Евтушенко[20].
- Премия Ивана Петровича Белкина — Ирина Поволоцкая, «Пациент и гомеопат»[21][22].
- Литературная премия «НОС» — Лев Рубинштейн, книга «Знаки внимания»[23].
- Премия Андрея Белого:
  - номинация «Поэзия» — Василий Ломакин;
  - номинация «Проза» — Марианна Гейде,Виктор Іванів;
  - номинация «Гуманитарные исследования» — Аркадий Ипполитов;
  - номинация «За заслуги перед литературой» — Анри Волохонский;
  - номинация «Литературные проекты/Критика» — Павел Арсеньев.
- Российская литературная премия «Поэт» — Евгений Рейн[24].
- Литературная премия «Чаша круговая» — Борис Телков[25].
- Всероссийская премия имени Самуила Маршака:
  - номинация «Проза» — Яков Длуголенский;
  - номинация «Поэзия» — Евгения Путилова;
  - номинация «Дебют» —  Галина Дядина[26].

### США
- Премия Эдгара Аллана По:
  - номинация «за лучший роман» — Мо Хайдер, «Исчезнувший» (англ. Gone);
  - номинация «за первый лучший роман» — Лори Рой, «Изогнутая дорога» (англ. Bent Road)[27][28].
- Пулитцеровская премия за художественную книгу — не присуждалась.
- Пулитцеровская премия за лучшую драму — Кьяра Алегрия Худес, «Ложка, полная воды» (англ. Water by the Spoonful)[29].
- Пулитцеровская премия за поэзию — Трейси К. Смит, «Жизнь на Марсе» (англ. Life on Mars)[30].
- Всемирная премия фэнтези за лучшую повесть — Том Холт, «A Small Price to Pay for Birdsong»[31].
- Всемирная премия фэнтези за лучший роман — Леви Тидхар, «Усама» (англ. Osama)[32].
- Всемирная премия фэнтези за лучший рассказ — Кен Лю, «Бумажный зверинец» (англ. The Paper Menagerie)[33].

### Финляндия
- Премия «Финляндия» — Улла-Лена Лундберг.

### Франция
- Гонкуровская премия — Жером Ферарри, роман «Проповедь о падении Рима» (фр. Le Sermon sur la chute de Rome)[34].
- Литературная премия «Фемина» — Патрик Девиль, «Чума и Холера» (фр. Peste et Choléra).
- Премия Медичи — Эмманюэль Пирейр, «Всеобщая феерия» (фр. Féerie générale);
  - премия «за лучшее зарубежное произведение» — Авраам Б. Иегошуа;
  - премия «за эссеистику» — Давид Ван Рейбрук, «Конго. История» (фр. Congo. Une histoire).
- Премия Ренодо — Сколастик Муказонга, «Нильская богоматерь» (фр. Notre-Dame du Nil).

### Швеция
- Премия памяти Астрид Линдгрен — Гюс Кёйер[35].
- Литературная премия Шведской академии — Эйнар Маур Гвюдмюндсон[36].

### Япония
- Литературная премия имени Номы — Эйми Ямада — «Джентльмен» (ジェントルマン).
- Премия имени Рюноскэ Акутагавы:
  - 2012а: Касимада Маки — «Вокруг того света» (冥土めぐり);
  - 2012б: Курода Нацуко — «а-б-три-пять» (abさんご).
- Литературная премия имени Сэя Ито:

1. Тосиюки Хориэ, «Пастушья сумка» (なずな);
2. Сабуро Кавамото, «Образ [Китахара] Хакусю» (白秋望景).

- Премия имени Дзюнъитиро Танидзаки — Гэнъитиро Такахаси — «Прощай, Кристофер Робин!» (さよならクリストファー・ロビン).

## Книги

### Романы
- «Аристономия» — Борис Акунин.
- «Детская книга для девочек» — Борис Акунин.
- «Исчезнувшая» (англ. Gone Girl) — Гиллиан Флинн.
- «Отбор» (англ. The Selection) — Кира Касс.
- «Рассветная бухта» — Тана Френч.
- «Серафина» (англ. Seraphina) — Рейчел Хартман.
- «Случайная вакансия» (англ. The Casual Vacancy) — Джоан Роулинг.
- «Чёрный город» — Борис Акунин.

## Умершие писатели и сценаристы

### Январь
- 2 января
  - Николай Степанович Фарутин (род. 11 августа 1919) — советский и российский журналист, писатель;
  - Виви Фридман (род. 1967) — финская режиссёр, сценарист и продюсер.
- 3 января:
  - Чарльз Бейли[англ.] (англ. Charles W. Bailey; род. 28 апреля 1929) — американский журналист, писатель и сценарист;
  - Шкворецкий, Йозеф (род. 27 сентября 1924) — чешский и канадский писатель.
- 4 января — Кармен Наранхо, коста-риканская писательница, поэтесса, эссеист.
- 13 января – Курт Майер-Клазон, немецкий писатель.
- 15 января — Евгений Александрович Гинзбург (род. 28 февраля 1945) — советский и российский теле- и кинорежиссёр, сценарист.

### Февраль
- 1 февраля — Вислава Шимборская (род. 2 июля 1923)— польская поэтесса, лауреат Нобелевской премии по литературе 1996 года.
- 3 февраля — Залман Кинг (род. 23 мая 1942) — американский продюсер, сценарист, режиссёр, актёр, оператор.
- 11 февраля — Сергей Николаевич Колосов (род. 27 декабря 1921) — советский кинорежиссёр, сценарист, народный артист СССР.

### Март
- 21 марта — Тонино Гуэрра (род. 16 марта 1920) — итальянский поэт, писатель и сценарист.

### Апрель
- 21 апреля — Леонид Исаакович Менакер (род. 12 сентября 1929) — советский и российский кинорежиссёр, сценарист, заслуженный деятель искусств РСФСР.

### Май
- 15 мая — Карлос Фуэнтес (род. 11 ноября 1928) — мексиканский писатель.

### Июнь
- 5 июня
  - Барри Ансуорт (род. 8 августа 1930) — британский писатель;
  - Рэй Брэдбери (род. 22 августа 1920) — американский писатель-фантаст;
  - Вячеслав Леонидович Глазычев (род. 26 февраля 1940) — архитектор, профессор Московского архитектурного института (МАРХИ).
- 27 июня
  - Свобода Бычварова (род. 11 января 1925) — болгарская писательница и сценарист;

### Июль
- 31 июля — Гор Видал (род. 3 октября 1925) — американский писатель, эссеист, кино- и театральный драматург.

### Август
- 2 августа – Аке Лоба, ивуарийский писатель (род. в 1927).
- 15 августа — Гарри Гаррисон(Генри Максвелл Демпси) (род. 12 марта 1925) — американский писатель-фантаст.
- 23 августа — Алесь Петрашкевич, белорусский и советский драматург, прозаик, публицист, сценарист (род. в 1930).

### Октябрь
- 29 октября — Валентин Романович Мындыкану, молдавский писатель (род. в 1930).

### Ноябрь
- 19 ноября — Борис Натанович Стругацкий, советский и российский писатель-фантаст.

### Декабрь
- 4 декабря — Белов, Василий Иванович, русский советский и российский прозаик, один из видных представителей «деревенской прозы».
- 10 декабря – Сакен Иманасов, советский и казахский поэт.